# The Banner Saga
The Banner Saga es un videojuego por turnos de temática vikinga desarrollada por Stoic, un trío de desarrolladores indie que anteriormente trabajaban para BioWare. Se lanzó como un juego de campaña para un solo jugador, The Banner Saga – la primera de una trilogía – el 14 de enero de 2014, así como un juego en línea multijugador free-to-play llamado The Banner Saga: Factions en febrero de 2013.

## Desarrollo
Los desarrolladores del juego – Alex Thomas, Arnie Jorgensen y John Watson – dejaron BioWare después de trabajar en el juego en línea multijugador masivo Star Wars: The Old Republic, con la intención de crear un juego para su propia diversión. El proyecto se financió mediante la plataforma de crowd funding Kickstarter. Se abrió a donaciones el 19 de marzo de 2012 y cumplió su meta de $100.000 en el curso de un día. El proyecto recaudó $723.886 de 20.042 personas.
El juego se lanzó el 14 de enero de 2014 con la ayuda de Versus Evil mediante distribución digital en Steam. En un principio estuvo disponible para Microsoft Windows y OS X, con versiones para iPad y Android desarrolladas para octubre del mismo año. Les siguen las versiones para Linux, PlayStation 4, PlayStation Vita y Xbox One, que están anunciadas para 2015.

## Modo de juego

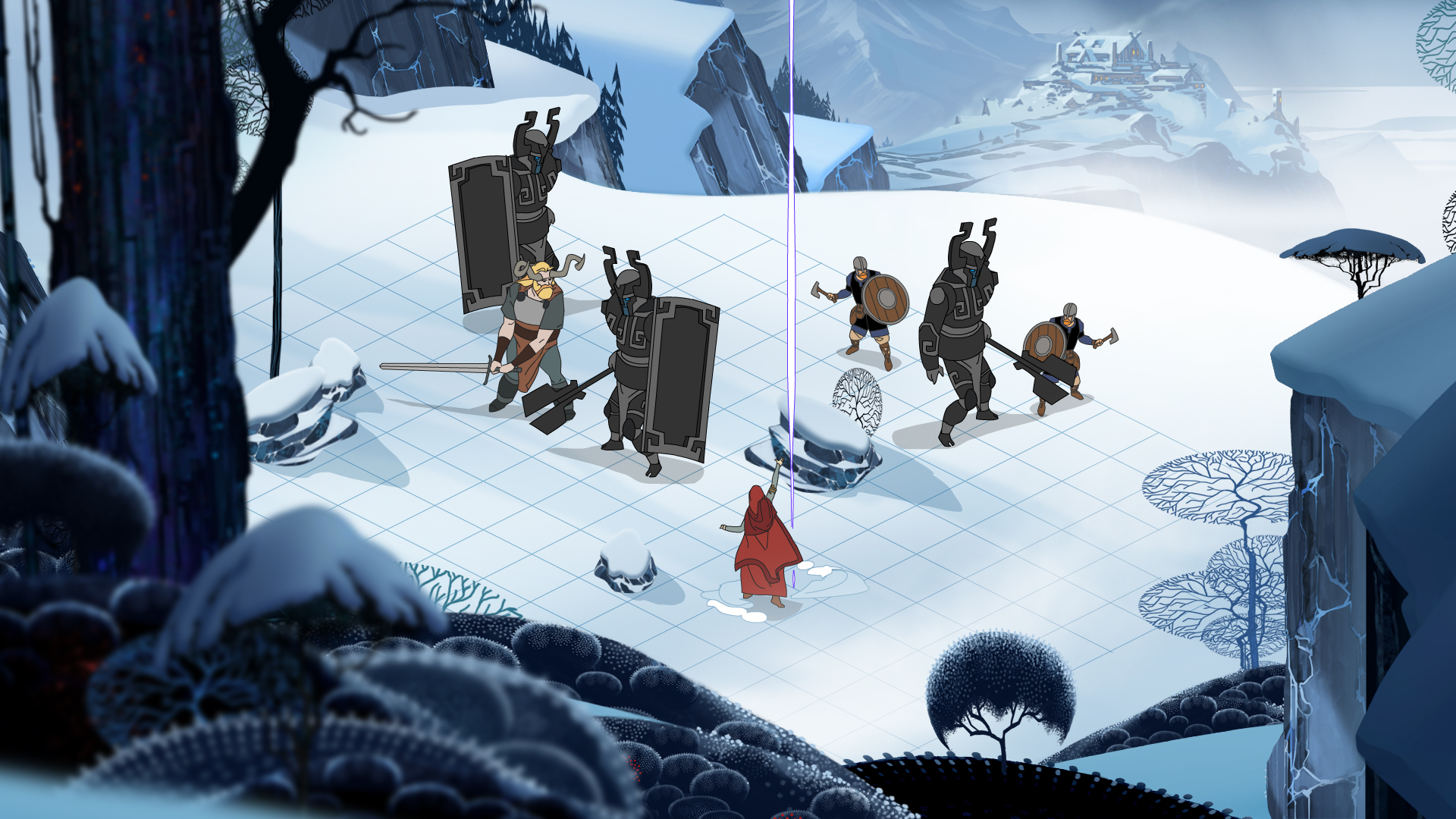
Un ejemplo de los combates por turnos del juego.

El centro del juego es una campaña en modo un jugador de batallas por turnos inspirados por juegos como Final Fantasy Tactics y Shining Force, con el jugador controlando y siendo capaz de construir un grupo de personajes con habilidades complementarias.
Según los desarrolladores, su objetivo era crear “un juego maduro para adultos al estilo de Juego de Tronos o The Black Company”. Su intención era que el jugador creara lazos con los personajes mediante opciones de conversación durante la historia. El juego evita estereotipos de juegos de rol como historias sobre jóvenes y solitarios héroes, el saqueo y compra de objetos, o la carga de partidas después de muerto. Los desarrolladores intentaron contar la historia del jugador como un todo, para que aceptara y superara las consecuencias de sus decisiones.
El primer juego de la Saga se centra en el retorno de los Dredge, una raza guerrera liderada por Bellower que detesta a los humanos. Como una armada que deambula por tierras vikingas, la caravana deberá tomar decisiones muy difíciles que darán forma al destino de los hombres y los Varl.

### The Banner Saga: Factions
Es un juego gratuito y separado de la historia central con mecánicas por turnos que fue lanzado en Steam antes de la salida del juego principal. Factions estuvo disponible el 18 de febrero de 2013 para los participantes en el crowd funding y el 25 de febrero de 2014 para el resto.  Permite a los jugadores construir equipos de seis combatientes, a escoger entre 16 clases, para luchar unos contra otros.

## Escenarios y estilo

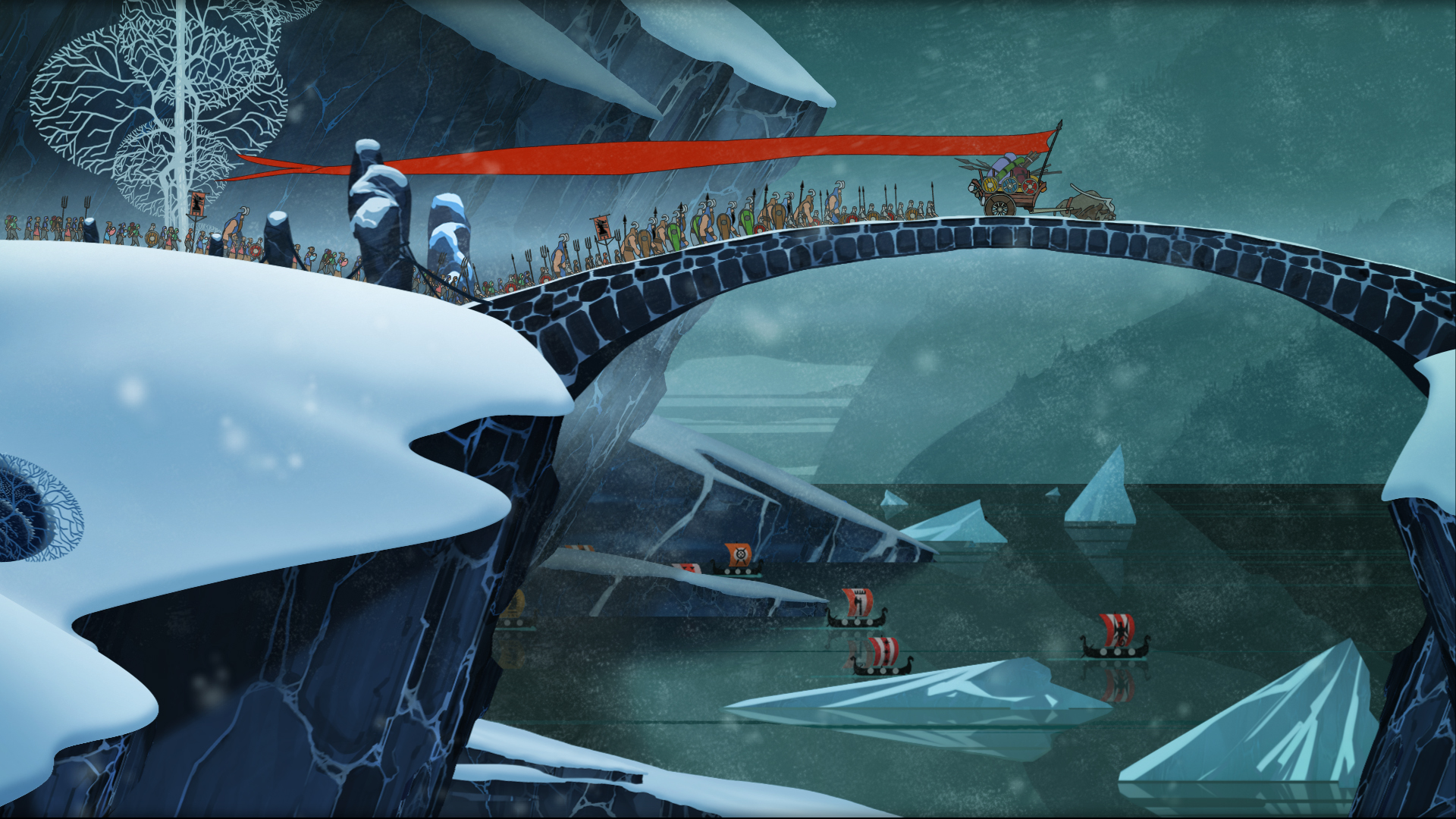
Arte conceptual del juego.

El juego ocurre en un mundo de fantasía de inspiración vikinga, elegido por los desarrolladores para alejarse del estereotipo de “elfos, enanos y orcos”. Con un estilo visual influenciado por el arte de Eyving Earle en la película de La Bella Durmiente de 1959, así como la de Ralph Bakshi y Don Bluth, The Banner Saga incluye animaciones, personajes y fondos dibujados a mano.
Factions utiliza la ciudad de Strand como su principal UI; los jugadores deben seleccionar distintos edificios de la ciudad para acceder a los diferentes modos de juego y funcionalidades. Además, “la ciudad evolucionará a medida que la historia se vaya desvelando”.

## Banda sonora
La banda sonora fue compuesta por Austin Wintory, el compositor de la banda sonora del videojuego Journey . Colaboran en ella Malukah, Peter Hollens, Johann Sigurdarson y Taylor Davis como solistas. La música está interpretada por la Dallas Wind Symphony.

## Recepción crítica
El día de lanzamiento, el primer capítulo de la trilogía obtuvo una puntuación agregada de 80 sobre 100 en Metacritic sobre la base de 32 críticas, expresando generalmente críticas positivas.
Según IGN, The Banner Saga se superaba en su arte y en su historia variada y llena de opciones importantes. También alabó el difícil pero útil sistema de combate y su ‘’preciosa banda sonora”, aun considerando que el juego podría haber explicado mejor sus mecánicas. Eurogamer también alabó el arte del juego y la elegancia de su sistema de combate, criticando a su vez, la falta de variedad.